# Alicia sansibarensis
Alicia sansibarensis is een zeeanemonensoort uit de familie Aliciidae.
Alicia sansibarensis is voor het eerst wetenschappelijk beschreven door Carlgren in 1900.